# Этторе Фиерамоска (фильм, 1938)
«Этторе Фиерамоска» (итал. Ettore Fieramosca) — итальянский исторический чёрно-белый художественный фильм 1938 года, снятый режиссёром Алесса́ндро Блазе́тти на студии «Nembo Film».
Экранизация романа Массимо Д’Адзельо.
Премьера фильма состоялась 29 декабря 1938 года.

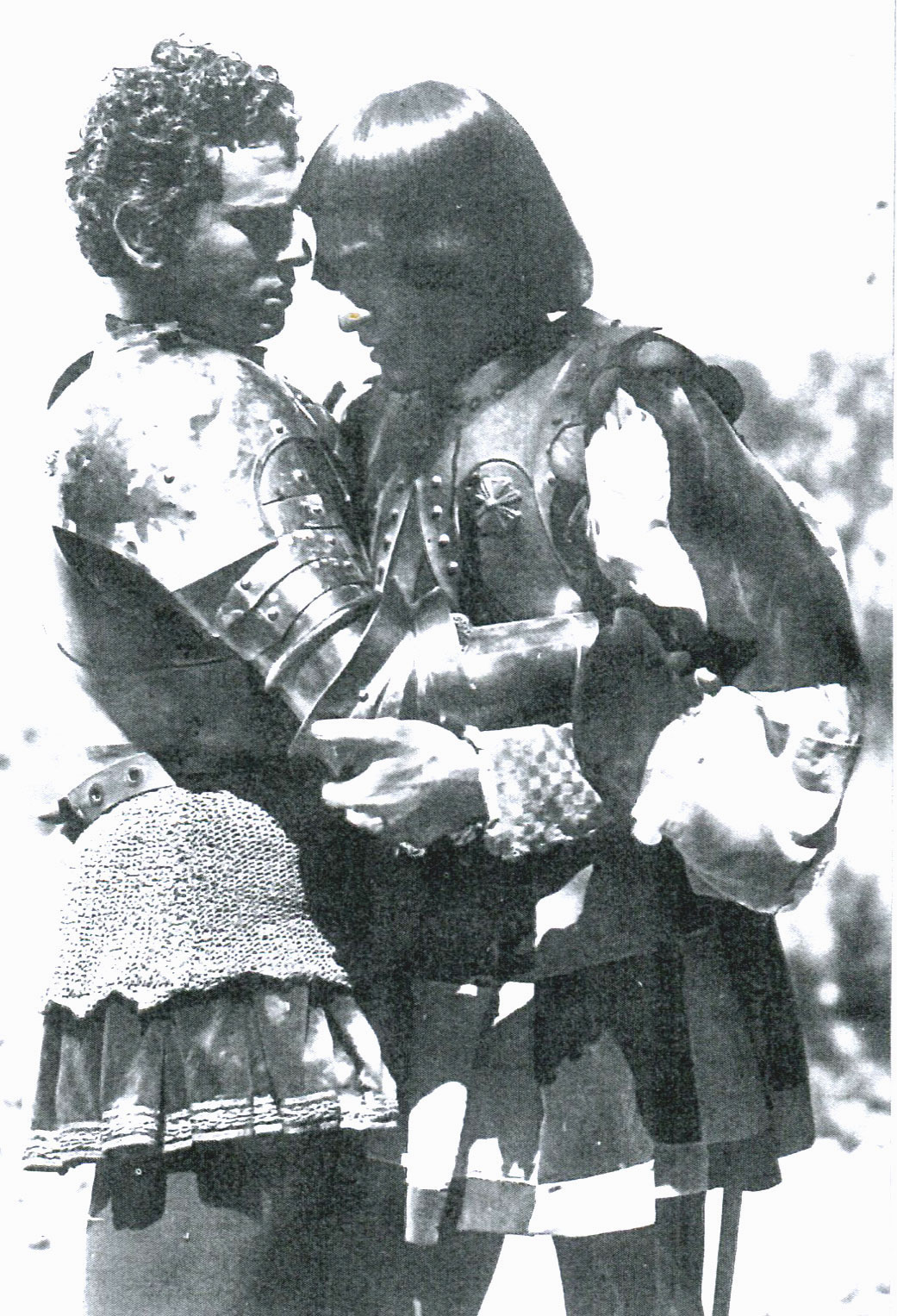
Кадр из фильма

## Сюжет
Фильм повествует о Этторе Фьерамоска, итальянском кондотьере XV—XVI веков и отряде его наемников, сражавшихся на стороне испанцев с французами за контроль над полуостровом в эпоху Возрождения.

## В ролях
- Джино Черви — Этторе Фьерамоска
- Марио Феррари — Граяно д'Асти
- Элиза Чегани — Джованна ди Морреале
- Освальдо Валенти — Ги де ла Мотт
- Ламберто Пикассо — Просперо Колонна
- Коррадо Ракка — дон Диего Гарсия де Паредес
- Клара Каламаи — Фульвия
- Умберто Сакрипанте — Франчотто
- Джанни Понс — герцог Луи д’Арманьяк-Немур
- Карло Дузе — Якопо
- Марио Мацца — Фанфулла
- Андреа Кекки — Джентилино